# Gao Tingyu
Gao Tingyu (n. 15 decembrie 1997, Yichun⁠(d), Republica Populară Chineză) este un patinator de viteză ce a reprezentat Republica Populară Chineză, medaliat olimpic. A participat la 2 ediții ale Jocurilor Olimpice (2018, 2022) în care a câștigat o medalie de aur și o medalie de bronz.